# Boerhavia hitchcockii
Boerhavia hitchcockii är en underblomsväxtart som beskrevs av Paul Carpenter Standley. Boerhavia hitchcockii ingår i släktet Boerhavia och familjen underblomsväxter. Inga underarter finns listade i Catalogue of Life.